# Leptó (moneda)

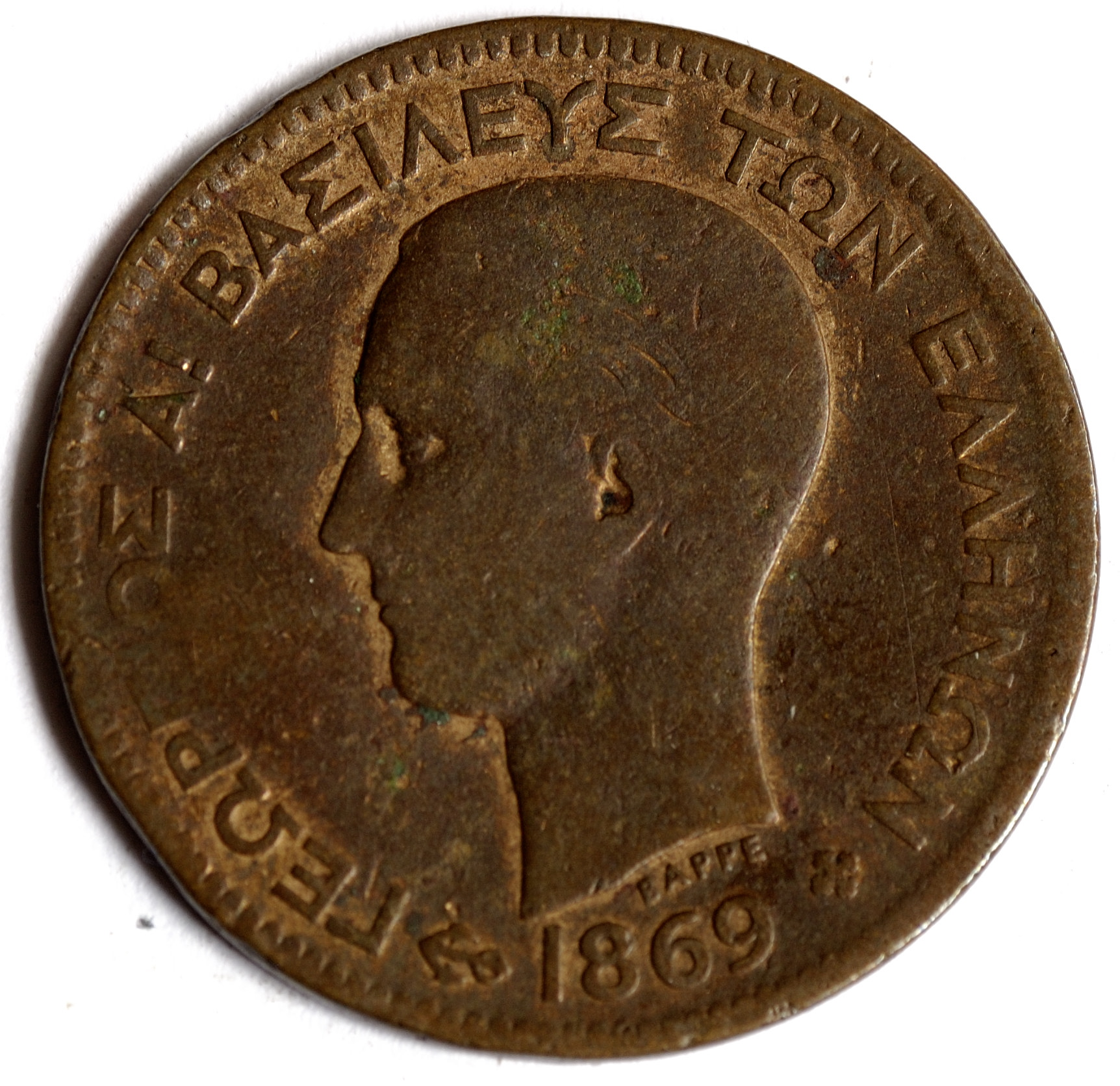
5 leptons de 1869 (anvers)

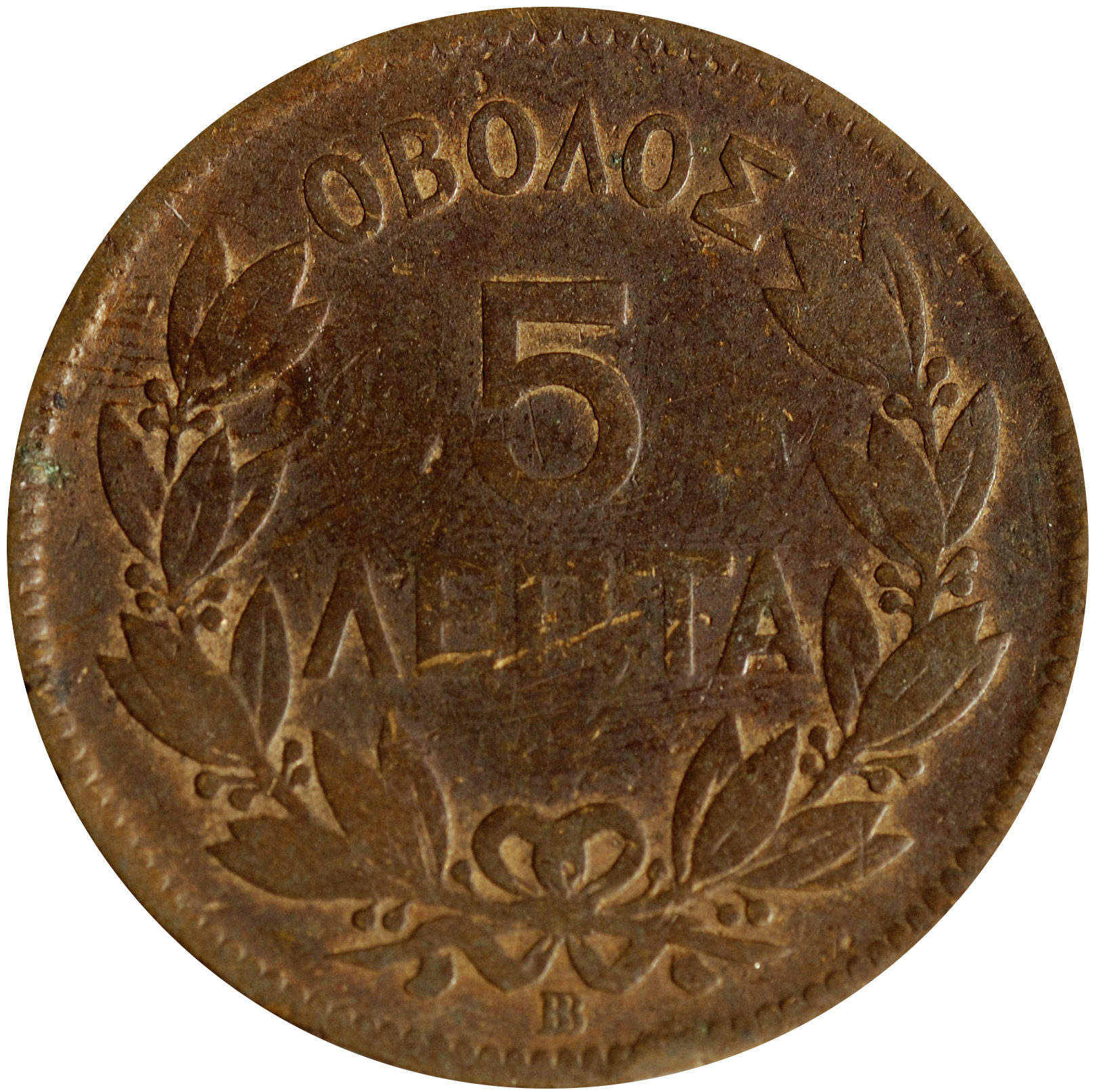
5 leptons de 1869 (revers)

Un leptó (grec antic i katharévussa λεπτόν, grec modern λεπτό; pl. λεπτά, leptà; «prim, fi») és el nom donat en grec a les fraccions de certes divises emprades al món grec antic i que s'ha seguit emprant en les monedes gregues contemporànies: el fènix, la dracma moderna i l'euro.

## Història i ús

### Grècia clàssica
A la Grècia clàssica es referia en sentit figurat a una moneda de poc valor de qualsevol divisai probablement aquestes monedes de coure són les esmentades en el passatge bíblic on la vídua diposita la seva contribució a la tresoreria del temple:
| «                                                           | καὶ ἐλθοῦσα μία χήρα πτωχὴ ἔβαλεν λεπτὰ δύο, ὅ ἐστιν κοδράντης. | Llavors va arribar una viuda pobra que hi tirà dues petites monedes de coure. | » |
| — Marc 12:42. Bíblia catalana. Traducció interconfessional. |                                                                 |                                                                               |   |

Dins del càlcul estàndard, 2 leptons equivalien a 1 quadrant, i 64 d'aquests últims conformaven un denari.

### Grècia moderna
A la Grècia moderna el leptó correspon a 1/100 de totes les denominacions de la moneda que han circulat al país: el fènix grec (1827–1832), la dracma grega (1832–2001) i l'euro (des de 2002). El seu signe oficiós és Λ (lambda). En grec modern el terme λεπτό, amb π, és un cultisme pres del grec antic; la paraula patrimonial és λεφτό (leftó) que, si bé es pot utilitzar amb el mateix valor que leptó, sol tenir el significat més ambigu de «diners».